# 12359 Кеджіґел
12359 Кеджіґел (12359 Cajigal) — астероїд головного поясу, відкритий 22 вересня 1993 року.
Тіссеранів параметр щодо Юпітера — 3,175.